# Стјебњик
Стјебњик (слч. Stebník) насељено је мјесто са административним статусом сеоске општине (слч. obec) у округу Бардјејов, у Прешовском крају, Словачка Република.

## Становништво
| Година:    | 1994. | 2004.   | 2014.    | 2024.   |
| ---------- | ----- | ------- | -------- | ------- |
| Број људи: | 359   | 340     | 294      | 303     |
| Разлика:   |       | -5,29 % | -13,52 % | +3,06 % |

| Година:    | 2023. | 2024.   |
| ---------- | ----- | ------- |
| Број људи: | 311   | 303     |
| Разлика:   |       | -2,57 % |

Према подацима о броју становника из 2024. године насеље је имало 303 становника.